# Istkosten
Istkosten sind in der Betriebswirtschaftslehre und insbesondere in der Kostenrechnung eine Kostenart, die während des Unternehmensprozesses tatsächlich entstanden ist. Pendant sind die Sollkosten.

## Allgemeines
Istkosten sind die im Unternehmen effektiv betriebszweckorientiert angefallenen Güterverbräuche. Sie stellen die tatsächlich angefallenen Kostenarten dar. So sind beispielsweise durch Zahlung der Lohnkosten an die Arbeitnehmer tatsächliche Kosten angefallen, deren übergeordnete Kostenart Personalkosten deshalb als Istkosten einzustufen ist.

## Ermittlung
Die Istkosten {\displaystyle K_{i}} sind das Produkt aus der Istbeschäftigung {\displaystyle B_{i}} und dem Istkostensatz {\displaystyle k_{i}}:
{\displaystyle K_{i}=B_{i}\cdot k_{i}}.
Je mehr der Beschäftigungsgrad bei konstantem Istkostensatz ansteigt, umso höher sind die Istkosten.

## Verwendung
Istkosten werden in der Nachkalkulation verwendet. Bei manchen Kostenarten steht deren effektive Höhe erst nach dem Produktionsprozess fest (etwa Kostensteuern, Gebühren), so dass in der Kalkulation auch Plankosten angesetzt werden müssen.
Durch den Soll-Ist-Abgleich werden dem Kostenmanagement Informationen über die Kostenabweichung zur Verfügung gestellt. Hierbei kann es zu einer Kostenüberdeckung ({\displaystyle Sollkosten>Istkosten}) oder Kostenunterdeckung ({\displaystyle Sollkosten<Istkosten}) kommen.

## Istkostenrechnung
Die Istkostenrechnung beruht auf dem tatsächlichen Mengen- und Zeitverbrauch von Gütern und Dienstleistungen. Hauptaufgabe der Istkostenrechnung ist die Nachkalkulation der Kostenträger sowie die Ermittlung des Periodenergebnisses. Die Istkostenrechnung gibt Aufschluss darüber, welche Kostenarten in welcher Höhe in der abgeschlossenen Periode angefallen sind. In der Ist-Kostenrechnung wird der betriebsbedingte Güter- und Dienstleistungsverkehr erfasst. Die Erfassung erfolgt nach der Leistungserstellung. Darüber hinaus spiegeln sich in der Ist-Kostenrechnung Zufallsschwankungen der Rechnungsperiode wider, was sich als Nachteil erweist. Die angefallenen Kosten werden zunächst in der Kostenartenrechnung pro Monat, Vierteljahr oder Jahr erfasst.
Die Istkostenrechnung liefert der Unternehmensführung die Informationen darüber, in welcher Höhe tatsächlich Kosten angefallen sind. Kein Kostenrechnungssystem kommt also ohne Istkosten aus: Zum einen besteht die gesetzliche Forderung, die tatsächlichen Aufwendungen nachzuweisen (externes Rechnungswesen), zum anderen benötigt man zur Wahrnehmung der Kontroll- und Steuerungsfunktion im Unternehmen durch die Soll-Ist-Vergleiche auch die Ergebnisse der Istkostenrechnung.
Da es sich um eine vergangenheitsorientierte Rechnung handelt, können mit ihr weder zukünftige Angebotspreise kalkuliert, noch das Betriebsergebnis geplant werden. Problematisch ist, dass die Stückkosten für ein Produkt aufgrund monatlich neu ermittelter Gemeinkosten-Zuschlagssätze schwanken. Werden die schwankenden Preise als Grundlage für die Preispolitik verwendet, müssen die Preise ebenso schwanken. Die Istkostenrechnung ist zudem ein schwerfälliges Verfahren, weil die Zuschlags- und Verrechnungssätze jeden Monat angepasst werden müssen. Aufgrund dieser Schwankungen ist keine Kostenkontrolle möglich. Eine Kostenkontrolle kann höchstens nachträglich (ex post) vorgenommen werden und ist damit unwirksam. Innerbetriebliche Unwirtschaftlichkeiten können so nicht aufgedeckt werden.

## Abgrenzungen
Sollkosten sind die Kostenvorgaben für die jeweilige Ist-Beschäftigung in einer Kostenstelle. Plankosten sind dagegen Kosten, bei denen die Menge und Preise der für eine geplante Ausbringung benötigten Produktionsfaktoren ebenfalls Plangrößen sind.  Plan- und Sollkosten stimmen nur dann überein, wenn die Ist-Beschäftigung mit der Plan-Beschäftigung identisch ist. Normalkosten sind eine Kostenart, die als Durchschnittskosten aus den Istkosten vergangener Rechnungsperioden abgeleitet werden. Standardkosten sind die auf einen standardisiert hergestellten Kostenträger der Serienfertigung bezogenen Plankosten.